# Скакалка

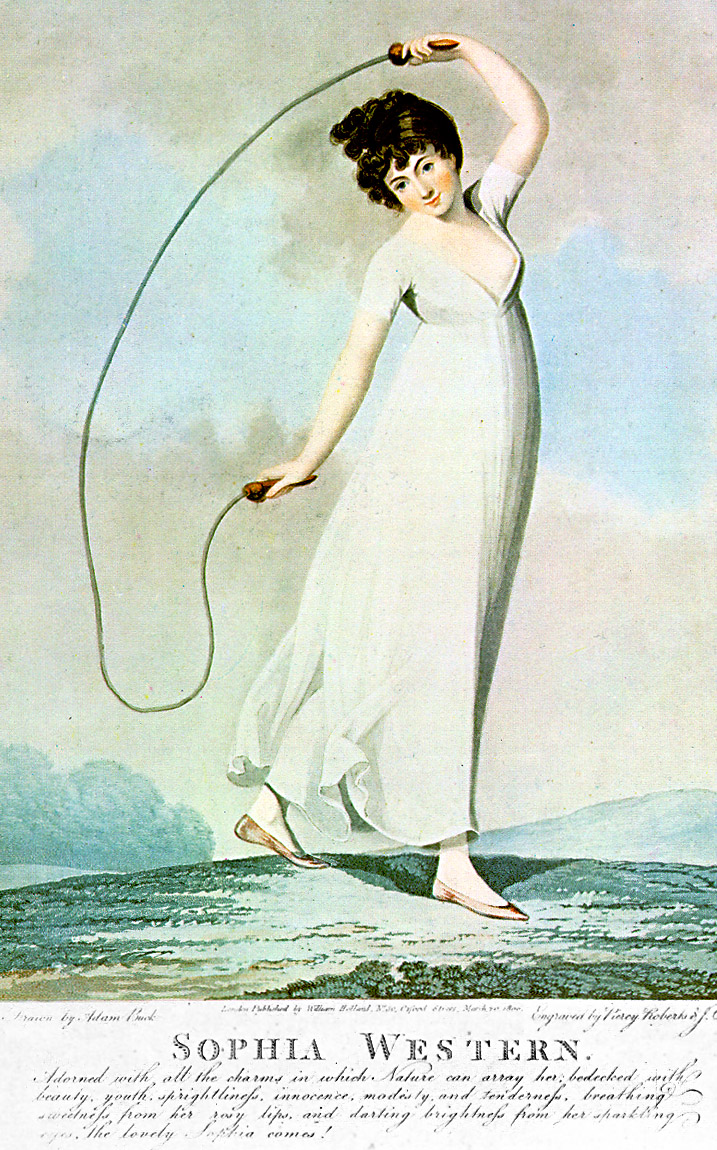
Дівчина зі скакалкою, 1800 рік

Скакалка, також скаканка — гімнастичний пристрій або дитяча іграшка, що складається з мотузки з ручками на кінці. Практика застосування скакалки може відбуватися в розважальному контексті, як демонстрація та як змагальний вид спорту. Одне з обов'язкових пристосувань, з яким виступають спортсмени в художній гімнастиці, а також є головним пристосуванням в роуп-скіппінгу.

## Історія
За англійськими легендами, скакалка — нагадування про шкіряний шнур, яким задушився зрадник Христа Юда Іскаріот. Скакалки були популярні навесні, особливо в пасхальний час. Як нагадування на них стрибали в Кембриджі та в Східному Сассексі кожну Велику п'ятницю 

## Світові рекорди
- 12 жовтня 2006 року 50 000 людей (більшість — діти або вчителі початкових класів) 30 секунд стрибали на скакалках в 335 школах Нідерландів. Відео, фотографії та нотатки можна подивитися тут .
- 24 березня 2006 року  спільний колективний рекорд був встановлений Великою Британією та Ірландією. 7 632 дитини, не перериваючись, стрибали три хвилини на 85 різних майданчиках країн. Це була частина спроби The British Rope Skipping Association  і Skipping Workshops  повернути стрибання на скакалках в школи. Цей рекорд потрапив до Книги рекордів Гіннесса.